# Portea petropolitana
Portea petropolitana är en gräsväxtart som först beskrevs av Heinrich Wawra, och fick sitt nu gällande namn av Carl Christian Mez. Portea petropolitana ingår i släktet Portea och familjen Bromeliaceae.

## Underarter
Arten delas in i följande underarter:
- P. p. extensa
- P. p. noettigii
- P. p. petropolitana

## Bildgalleri

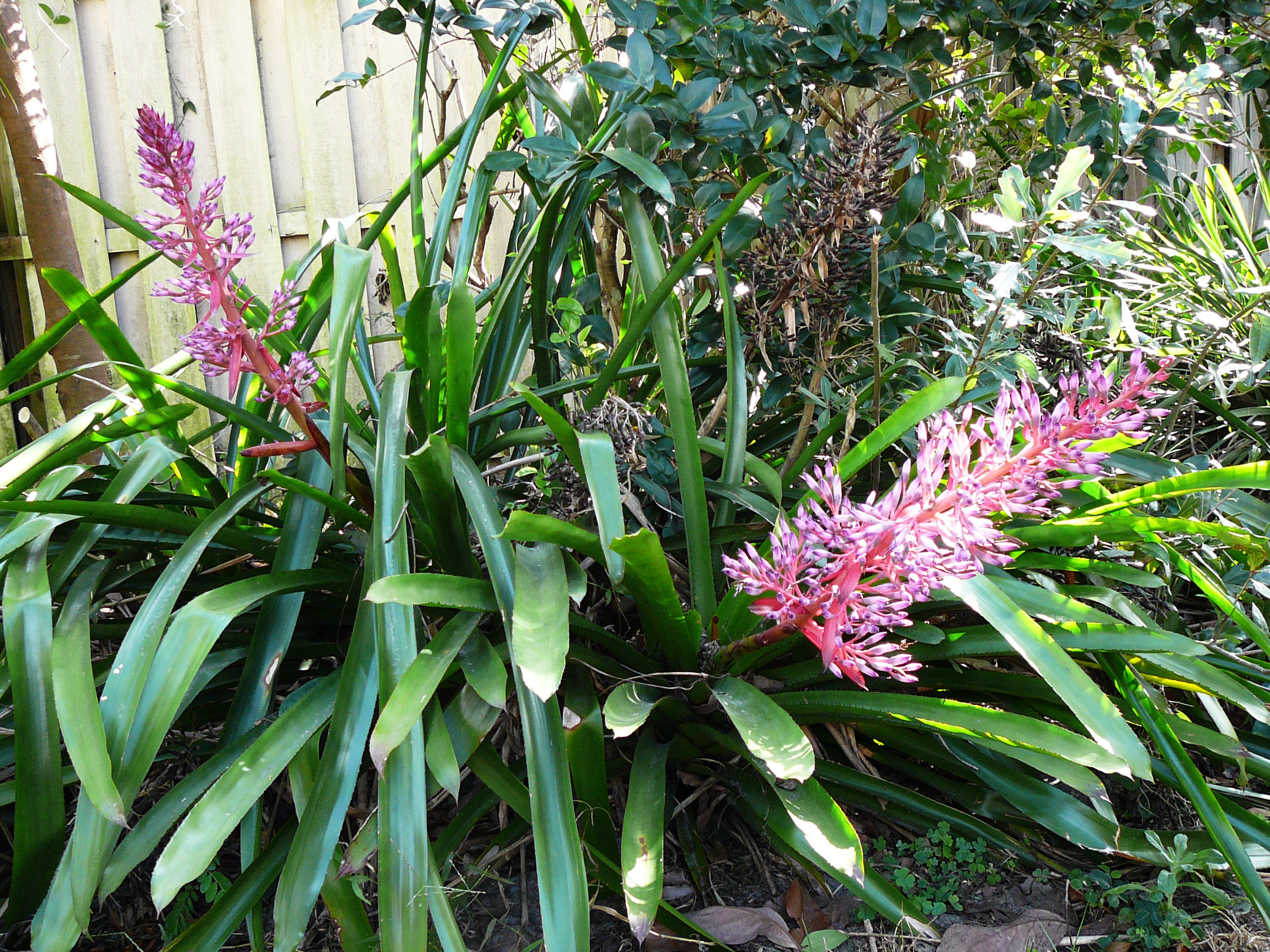
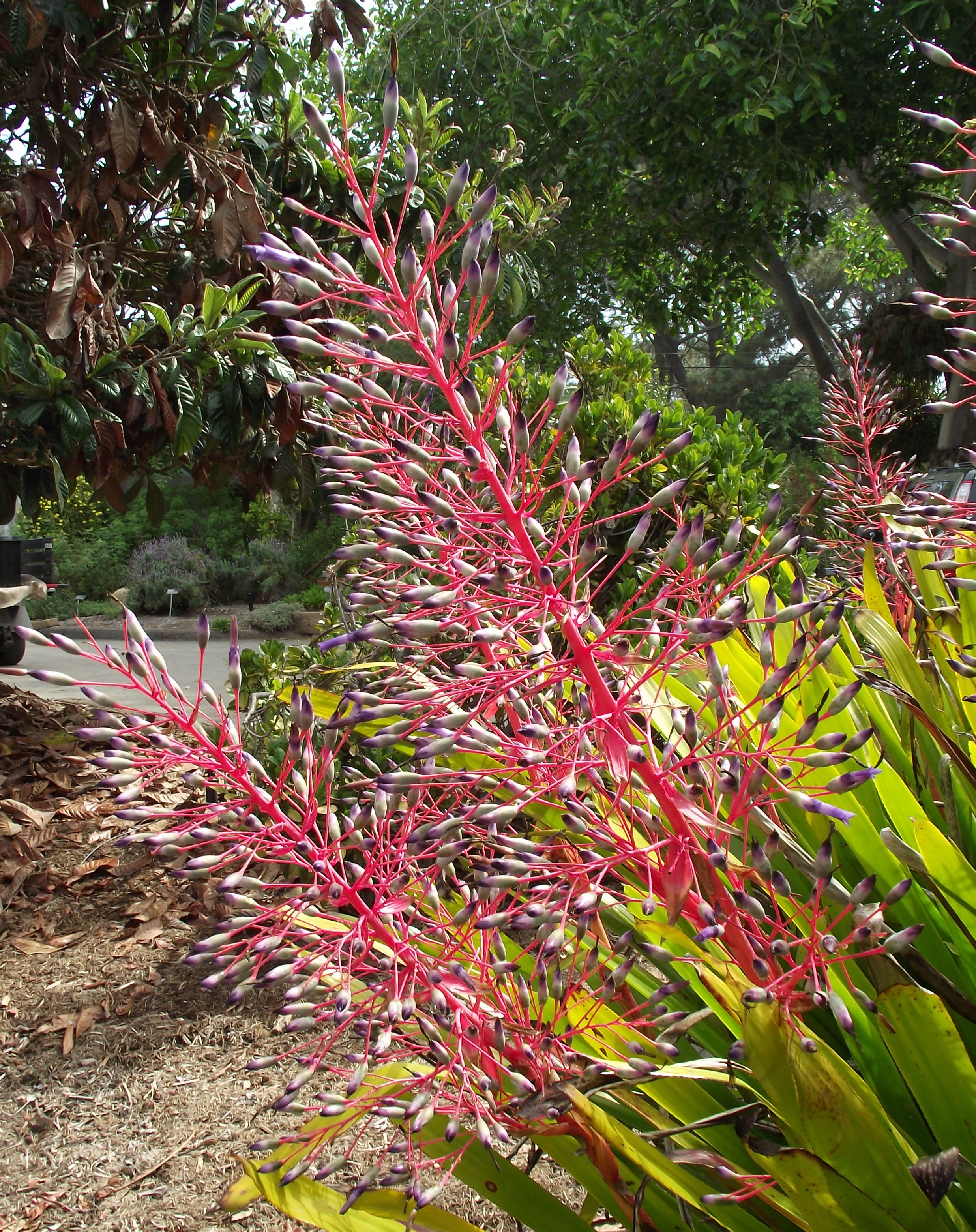
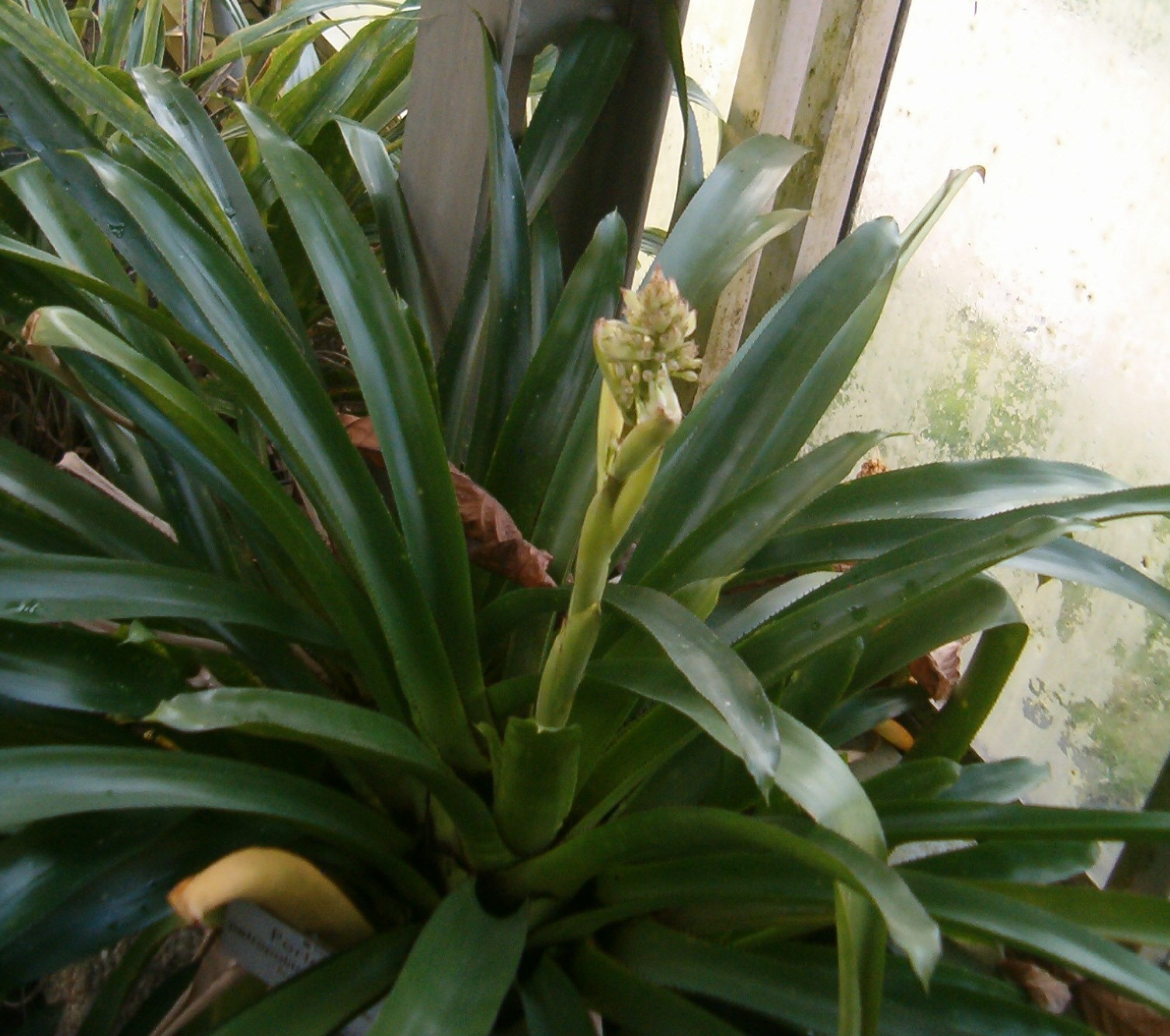